# بی‌پول با سلیقه پرهزینه
بی‌پول با سلیقهٔ پرهزینه (به انگلیسی: Broke with Expensive Taste) تنها آلبوم استودیویی از رپر آمریکایی آزیلیا بنکس می‌باشد که در ۷ نوامبر سال ۲۰۱۴ منتشر شد. زمانی که بنکس کار بر روی این آلبوم را شروع کرده بود هیچ گونه قراردادی با هیچ ناشر موسیقی نداشت و سال بعد قراردادی با اینترسکوپ و پالیدور رکوردز امضا کرد تا روی آلبوم کار کند؛ اگرچه از نمایندگان این ناشران ناراضی بود و سرانجام در پی آن در ژوئیهٔ سال ۲۰۱۴ قرارداد جدیدی با پراسپکت پارک امضا کرد. بی‌پول با سلیقهٔ پرهزینه پس از به تأخیر افتادن به مدت ۲ سال توسط خود بنکس و پراسپکت پارک از سوی کارولاین رکوردز بدون برخودار بودن از هیچ‌گونه اطلاعیه قبل از منتشر شدن، منتشر گردید.